# قضاوت مقدر
تصمیم سرنوشت (به هندی: Muqaddar Ka Faisla) فیلمی محصول سال ۱۹۸۷ و به کارگردانی پراکاش مهرا است. در این فیلم بازیگرانی همچون راج کومار، راکهی گلزار، راج بابار، میناکشی سشادری، تیان آمبانی، بیندو، رانجیت، پران، اوم پراکاش و ساتین کاپو ایفای نقش کرده‌اند.

## خلاصه داستان
کریشناکانت، عابد و پاندیتی است که زندگی اش در پرهیزگاری و تقوا خلاصه شده و با همسر و فرزندانش روزگار خوشی دارد.ولی هر موقع که به ندای وجدانش گوش میکند و به حمایت از حقیقت برمی‌خیزد، شرارت بر حقیقت غلبه کرده و خود او متهم میشود و وضع تا جایی پیش می‌رود که کریشناکانت راهی زندان شده و از خانواده اش جدا میگردد.رخدادهای گذشته و آشنایی کریشنا با جوانی بنام راج که او نیز زخم خورده بازی های روزگار است، از کریشنا شخص متفاوتی می‌سازد که سعی دارد هرطور شده انتقام ظلمهایی را که در حقش کرده اند بگیرد و ...